# Hanneles Himmelfahrt
Hanneles Himmelfahrt (Ascensió al cel de Hannele) és una pel·lícula muda dramàtica del 1922 dirigida per Urban Gad. El guió es basa en l'adaptació de l'obre de teatre homònima original de Gerhart Hauptmann. Margarete Schlegel es pot veure en el paper principal.

## Argument
La pel·lícula només s'adhereix a la font literària de Hauptmann en els passatges de visió tardana, mentre que es permet algunes llibertats al principi, en les escenes reals.
Una jove espera el seu futur amb el seu nuvi quan un dur cop del destí li capgira la vida. A causa de la culpa del seu pare, el nuvi abandona la seva dona, que espera un nadó d'ell. Per mantenir l'honor i la moralitat i per estar segura, ara s'ha de casar amb un artesà groller. Després de la mort de la dona, la seva filla Hannele està exposada a l'assetjament i els abusos de l'artesà, el seu padrastre. Finalment, Hannele mor com a resultat d'un intent de suïcidi després que se li promet l'entrada al regne dels cels en el seu deliri si s'allibera de l'existència terrenal.

## Repartiment
- Margarete Schlegel com a Hannele Mattern
- Margarete Schön com a Johanna, mare de Hannele
- Hermann Vallentin as Mattern
- Theodor Loos com a mestre Gottwald
- Ernst Dernburg com a Berger
- Hermine Sterler com a Frau Berger
- Esther Hagan com a Martha
- Fritz Richard as Heiber
- Walter Rilla com a àngel de la mort
- Hugo Döblin com a Schmidt
- Emil Heyse com a Dr. Wachler
- Maria Forescu
- Klaus Pohl